# Daniel Gottlieb Heinrich
Daniel Gottlieb Heinrich (Nagyekemező, 1774 – Alcina, 1828. június 21.) erdélyi szász ágostai evangélikus lelkész.

## Élete
1779-től Lipcsében tanult 1796-ig, azután nagyszebeni prédikátor lett. 1808. szeptember 11-étől Holcmányban és 1811 februárjától Alcinában volt lelkész, ahol haláláig szolgált.

## Munkája
- De ludimagistrorum paganorum institutione et officio. Cibinii, 1803. (Ism. Siebenb. Prov. Blätter II. 175–179.)